# 권재관
권재관(權宰寬, 1977년 7월 14일 ~ )은 대한민국의 희극 배우이다.

## 이력
충청남도 대덕군 (현 대전광역시 대덕구) 출신인 그는 2001년 연극배우 첫 데뷔하였고 4년 후 2005년 KBS 한국방송공사 TV 프로그램 《개그 사냥》의 〈개그쌍웅〉이라는 코너에서 KBS 특채 개그맨 데뷔하였으며 이듬해 2006년에 KBS 21기 공채 개그맨 정식 데뷔하였다. 2010년 김경아와 결혼하였다.
연예인 R/C 카레이싱팀 코치를 지내기도 하는 그는 개그우먼 김경아와 결혼하여 그녀와의 사이에 슬하 1남 1녀를 두었다. (권선율, 권지율)
그는 현재 KFN 국방홍보원 TV 프로그램 《위문열차》의 진행MC로도 활약하고 있다.

## 방송
- 《개그콘서트》
  - 《깐깐한 권위원》
  - 《까다로운 변선생》
  - 《날아라 변튜어디스》
  - 《희망프로젝트》
  - 《부려워서 그려》
  - 《지구를 지켜라》
  - 《풀옵션》
  - 《상상형제》
  - 《감수성》
  - 《어제 온 관객 오늘 또 왔네》
  - 《불편한 진실》
  - 《핑크레이디》
  - 《송이병 뭐하냐》권이병 역
  - 《버티고》
  - 《로비스트》
  - 《견뎌》
  - 《끝사랑》
  - 《숨은 표절찾기》
  - 《날 보러 와요》
  - 《10년 후》깡패 역
  - 《리액션 야구단》해설자 역
  - 《클라이 막장》
  - 《평양의 후예》
  - 《신랑입장》선율호프 주인 역
  - 《욜로민박》이장
  - 《비둘기 마술단》깡패출신마술사
  - 《해봅시다》광고주
  - 《전지적구경시점》 가게주인
- 《폭소클럽2》
  - 《진실공방》
- 《폭소클럽1》
  - 《정글스토리》
- 《가족오락관》 게스트
- 《바다야 놀자》
- 《힐링캠프》-김건모 편
- 《스타부부쇼 자기야》
- 《내일은 실험왕》
- 《내일은 실험왕 2》
- 《자기야 백년손님》
- 《부모-위대한 엄마》(EBS 1TV)
- 《아버지가 이상해》 특별출연
- 《장르만 코미디》
- 《프레시우먼2》

## 수상
- 2014년 KBS 연예대상 코미디부문 최우수코너상
- 2018년 KBS 연예대상 코미디부문 남자 최우수상

## 가족 관계
- 배우자 : 김경아 (1981년 4월 26일 ~ )
  - 아들 : 권선율 (2011년 4월 12일 ~ )
  - 딸 : 권지율 (2015년 12월 9일 ~ )